# Koop
Koop — шведский электро-джазовый дуэт Оскара Симонссона и Магнуса Зингмарка.
Несмотря на «оркестровое» звучание, музыка Koop полностью электронная и составлена из тысяч коротких семплов. Такой способ создания композиций отчасти объясняет длительные паузы между альбомами.
Получили шведский «Грэмми» 2003 года за альбом Waltz for Koop. Альбом Koop Islands был удостоен золотого сертификата. Группа распалась после выпуска сборника Coup de Grâce (Best of Koop 1997–2007) по неизвестным причинам.

## Дискография
- 1997 — Sons of Koop
- 2001 — Waltz for Koop
- 2006 — Koop Islands
- 2010 — Coup de Grâce (Best of Koop 1997—2007)